# Triaenodes ochreellus
Triaenodes ochreellus là một loài Trichoptera trong họ Leptoceridae. Chúng phân bố ở miền Cổ bắc.